# Grote Moskee van Dosso
De Grote Moskee van Dosso is de centrale vrijdagmoskee in de stad Dosso, in het zuiden van Niger.
De moskee bevindt zich in het stadscentrum, tegenover het paleis van Zarmakoye. De gevel is ingericht in witte en groene tinten. De enkele minaret, die naar boven toe taps toeloopt, heeft een rechthoekige basis en wordt bekroond door een groene heuvel. Het is een van de weinige voorbeelden van moskeearchitectuur geïnspireerd op de iconische enkele minaret van de Grote Moskee van Agadez. De Grote Moskee van Dosso herbergt het graf van Alboury Ndiaye, de laatste heerser van het Jolof-rijk.
De oorspronkelijke moskee was een strohut. Dit werd in 1917 vervangen door een gebouw van klei in opdracht van Zarmakoye, de traditionele heerser van Dosso. De bouwwerkzaamheden werden uitgevoerd door Hausa-bouwers uit Sokoto. Deze moskee was een van de architectonisch belangrijkste traditionele moskeeën in Niger. Het werd in 1978 geannuleerd. De huidige moskee werd in 1979 op zijn plaats gebouwd. In 2015 werden uitgebreide renovaties voltooid die ongeveer 250 miljoen CFA-frank kostten.